# Comitê
Comitê (português brasileiro) ou comité (português europeu) é um grupo de pessoas destacadas de um grupo maior (como um partido ou uma associação), geralmente com poderes deliberativos ou executivos, ou seja, com força para tomar decisões em nome dos demais. Diretórios ou Comitês são figuras de organização comuns em entidades de cunho político, como partidos, governos, parlamentos, sindicatos, movimentos sociais, nos quais o poder de decisão é delegado a um grupo que representa os interesses da coletividade, em vez de ser entregue a um único indivíduo.

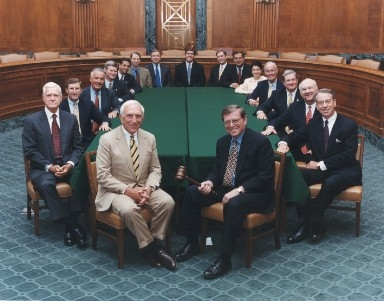
Comitê de orçamento do Senado dos Estados Unidos.

No Brasil, esse colegiado é mais conhecido como Diretório(s) ou "Cúpula(s) (parte mais alta de uma Igreja)", sendo a unidade deliberativa mais importante de decisões sob qualquer aspecto, dentro de uma organização, ou partido como exemplo simples temos o papel do Supremo Tribunal Federal(STF), frente aos demais Tribunais brasileiros, sendo portanto a necessária Convergência deliberativa de toda uma organização, como se fosse a cabeça com relação a todo o corpo, inclusive para assuntos problemáticos do Congresso Nacional e de Governo.
A ideia de comitê, diretório ou Cúpula difere de uma comissão, mais próprio seria de "Super-comissão", como é tratado nos Estados Unidos da América, porque, enquanto esta trata de assuntos e temas específicos e normalmente tem existência por tempo predeterminado, o comitê é um órgão permanente e trabalha gerenciando diversos temas. Também difere de conselho por ser, de natureza, um destacamento relativamente pequeno partindo de um grupo maior (o que o conselho não precisa ser necessariamente).
Um comitê também pode ser um grupo de sábios e notórios especialistas, convocado por uma autoridade maior (como um governo), para tratar de uma questão determinada e impor ou propor soluções para um Projeto, de grande importância Nacional, sempre se referindo a grandiosidade de uma organização departamental.
O nome é adaptação do francês comité que, por sua vez, deriva do latim comites e comes(Cume, Cúpola, parte mais alta, como a chamada Gávea de um Navio), que indicava os companheiros de um líder militar ou político; na área militar, seria o Estado Maior dos Estados Maiores, como existe nos Estados unidos da América do Norte o chamado "Joint Chiefs of Staff", que numa tradução simples para o português se entenderia como "Junta ou Grupo de Chefes do chamado "Bastão de comandante", que é o entendimento - Militar de "Staff".
Alguns termos de conotação pejorativa para grupos deliberativos são camarilha, junta e cabala, devido ao termo espelhar grandiosidade e representatividade plena, termo brasileiro, pois essa organização também aparece entre marginais nos morros do Rio de Janeiro e na chamada "Grande São Paulo".
Nos partidos políticos de ideologia comunista, como o PCB e o PCdoB , no Brasil, os comitês são parte fundamental da organização partidária.
O maior e mais importante Comitê, que existiu era o da União das Repúblicas Socialistas Soviéticas(URSS), que se hierarquiza em diferentes níveis, por tema ou por região. Nessas entidades, o órgão de direção máxima partidária é o Comitê central, a Comissão(Super comissão) mais importante de toda a Rússia, continental e além-mar.
Nos EUA, o termo "comitê" no Congresso dos Estados Unidos da América é usado indiscriminadamente como sinônimo de comissão, como já se disse, sempre no enfoque de Super comissão união de "Staff", embora os dois conceitos guardem as diferenças apontadas acima. As comissões parlamentares temáticas, por exemplo, são denominadas "Comitês do Congresso".